# 披带

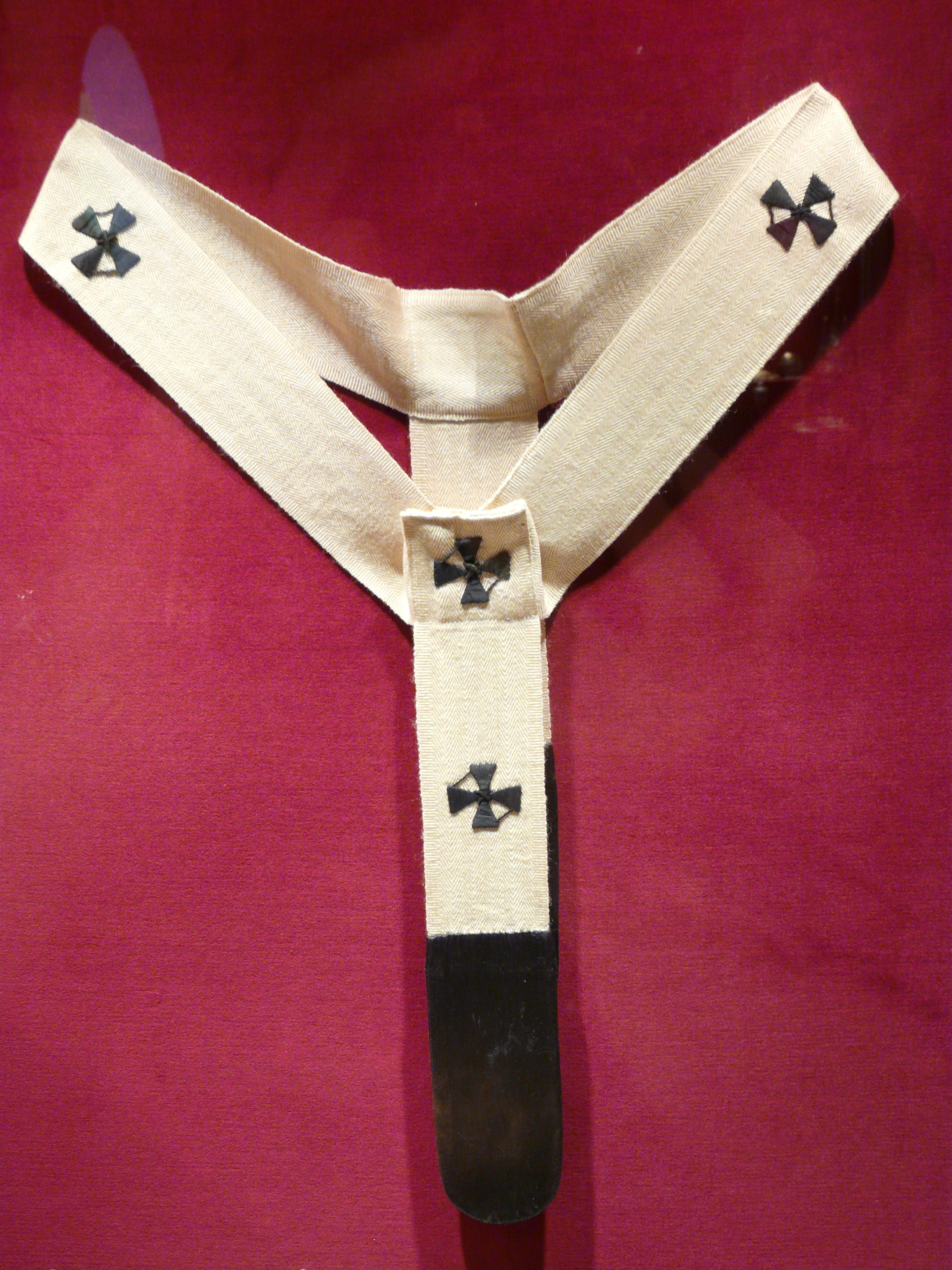
教宗若望二十三世的披帶是當前的樣式，現收藏於天主教格涅兹诺总教区的博物館

披帶（英語：pallium, pall）是在羅馬天主教會法衣的一條環形白羊毛帶，上有6個十字圖案，用來代表總主教在其所轄教省內的權威，僅有總主教(包含教宗)方有資格佩戴；且每位天主教的總主教被任命後的三個月內，除了意外狀況都會自行或派遣代理者自教宗手中領取羊毛披帶，象徵和聖座的團結一致。

## 簡介

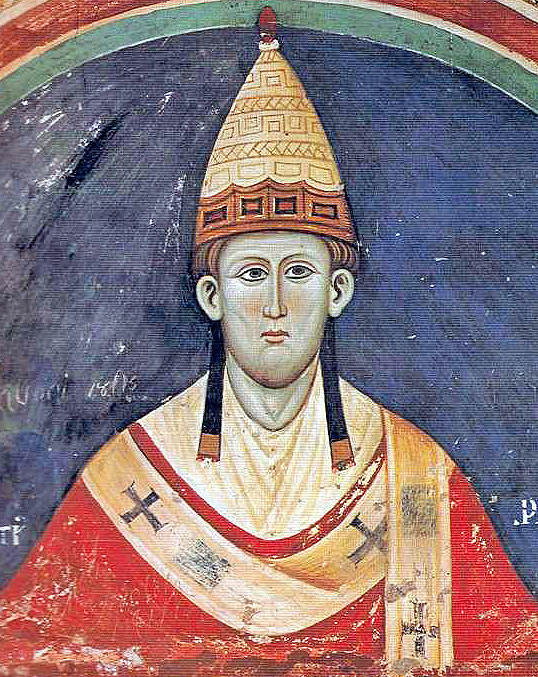
教宗諾森三世的畫像，在此圖中羊毛披帶只是簡單的繞兩肩一圈後在左肩垂放披帶的頭尾兩端。

羊毛披帶的造型通常是一圈掛在雙肩的羊毛織就的長型布條，且頭尾兩端垂掛在胸口與背後。使得由前後看過來會形成一個Y字型。在披帶的環形處上會有四個以及在前後的短布條上有兩個，總共六個的小十字架圖案的刺繡。在早期披帶是以一整條的形式佩掛時會交叉掛在左肩上使頭尾兩端在左肩的前後兩面。後來延伸出用別針固定成環狀且前後垂掛在胸前的形式，現在則是直接將披帶作成環狀，並在前後縫上兩個短布條，原先的別針只剩裝飾性質。搭於左肩版的披帶偶爾也能在教宗的公開儀式服裝上見到。

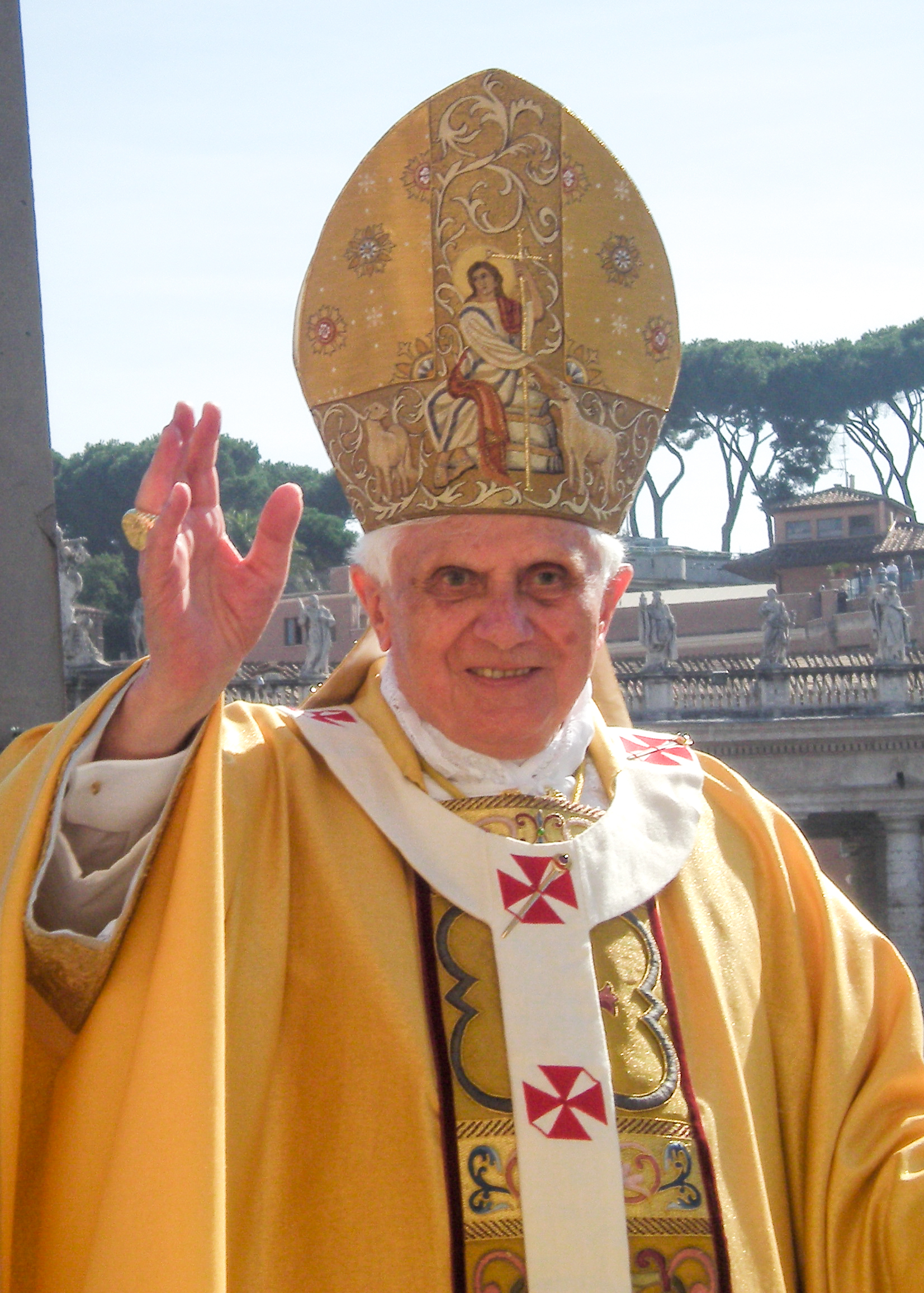
教宗本篤十六世披上嶄新的披帶（2008年），其中兩肩以及胸口處的十字架飾有別針

教宗本篤十六世曾經在公開儀式場合配掛一種只有五個十字架的披帶，在背後兩肩各一，以及胸口處的垂掛的部分上有兩個。其中兩肩以及胸口處的十字架飾以寶石別針。用來代表耶穌的五傷和十字架的三個釘子。
在現在只有教省總主教(包含教宗)以及拉丁禮天主教耶路撒冷宗主教得以披掛披帶。在《天主教法典》中規定教省總主教必須在接受任命後的三個月內親自或派遣代理人自教宗手中接受披帶。至於其他主教和沒有管轄教省的總主教則只有在特許下才得以配掛。 

## 外部連結
- A tradition in evolution: Pallium signifies authority, loyalty (Catholic News Service)
- Information about the sisters, weaving the papal Pallium （页面存档备份，存于）